# Wolność słowa (film)
Wolność słowa (oryg. Freedom Writers) – amerykański film z 2007 roku powstały na podstawie powieści Erin Gruwell The Freedom Writers Diary.

## Fabuła
Film opowiada o problemach na tle rasowym w amerykańskiej szkole.
Nauczycielka Erin Gruwell otrzymuje pracę w lokalnej szkole dla trudnej młodzieży. Na początku uczniowie nie okazują jej szacunku. Wkrótce jej metody nauczania powodują, że uczniowie zaczynają się otwierać. Nauczycielka próbuje lepiej poznać uczniów i proponuje, żeby zaczęli prowadzić dzienniki. Początkowo tylko parę osób notuje swoje odczucia, ale w miarę upływu czasu kolejni nastolatkowie dołączają do tej grupy. Erin zabiera swoich podopiecznych do muzeum tolerancji, żeby pokazać im, że każdy jest inny, ale wszyscy są równi. Później uczniowie spotykają się z osobami, które uniknęły śmierci w obozach koncentracyjnych podczas drugiej wojny światowej. Erin daje uczniom do przeczytania Dziennik Anne Frank. Są to zapiski Anne Frank, która stała się ofiarą rasizmu. Uczniowie zbierają pieniądze na przejazd Miep Gies – kobiety, która ukrywała Anne Frank. Nauczycielka jest bardzo zaangażowana w integrację uczniów, lecz zaniedbuje swojego męża, który wkrótce składa pozew o rozwód. Uczniowie są zawiedzeni, ponieważ Erin może ich uczyć tylko przez dwa lata. Proszą kuratora o to, żeby Gruwell uczyła ich dłużej. Wkrótce im się to udaje.

## Obsada
- Hilary Swank jako Erin Gruwell
- Scott Glenn jako Steve Gruwell
- Patrick Dempsey jako Scott Casey
- Imelda Staunton jako Margaret Campbell
- April Lee Hernández jako Eva Benitez
- Mario jako Andre Bryant
- Kristin Herrera jako Gloria
- Jaclyn Ngan jako Sindy
- Sergio Montalvo jako Alejandro
- Jason Finn jako Marcus
- Deance Wyatt jako Jamal
- Vanetta Smith jako Brandy
- Gabriel Chavarria jako Tito
- Hunter Parrish jako Ben
- Antonio García jako Miguel
- Giovonnie Samuels jako Victoria
- John Benjamin Hickey jako Brian Gelford
- Robert Wisdom jako Dr. Carl Cohn
- Pat Carroll jako Miep Gies
- Will Morales jako Paco
- Oj Simpson jako Pablo